# Clifford Husbands
Sir Clifford Straughn Husbands GCMG (* 5. August 1926 auf der Morgan-Lewis-Plantage, Saint Andrew, Barbados; † 11. Oktober 2017) war Generalgouverneur von Barbados. Er übernahm das Amt am 1. Juni 1996 von Denys Williams. Am 31. Oktober 2011 ging er überraschend in den Ruhestand.